# Sydney John Hill
Sydney John Chaplin (nacido como Sydney John Hill; Londres, 16 de marzo de 1885 - Niza, 16 de abril de 1965) fue un actor británico, hermano de Charles Chaplin.
Nació como Sydney John Hill en Londres. Su madre, una joven de 19 años llamada Hannah Hill (posteriormente Hannah Chaplin), era una actriz del music hall. Según afirmaba ella, el padre se llamaba Sydney Hawkes, aunque este dato no ha podido ser comprobado. Al igual que su madre, tomó el apellido de Charles Spencer Chaplin Sr., con quien se casó Hannah antes del nacimiento del medio hermano de Sydney, Charles Chaplin.
Sydney trabajó junto a Charles en uno de sus primeras actuaciones, la obra Sherlock Holmes, en 1905. El año siguiente firmó un contrato con Fred Karno, para formar parte del grupo de cómicos de Karno. Tuvo que luchar para conseguir que aceptaran a su hermano en el grupo, pero lo logró dos años después. Charlie no logró alcanzar el caché de su hermano en la organización. Sin embargo, a partir de este momento sería Charlie quien se destacaría sobre Sydney.
Tras el éxito de su hermano, Syd decidió abandonar la actuación para negociar un mejor contrato para Charlie. Tras conseguirle un contrato de 500.000 dólares con la Mutual en febrero de 1916, le consiguió su primer contrato de un millón de dólares (1,25 millones de dólares) el 17 de junio de 1917 con la First National Pictures.  Pronto pasó a ocuparse de la mayoría de los asuntos comerciales de Charlie.
Sydney también apareció en algunas de las películas de Charlie durante el periodo de First National, como Pay Day y The Pilgrim. Sydney consiguió su propio contrato millonario de Famous Players-Lasky en 1919, pero una serie de problemas hicieron que sólo rodara una película, fallida, King, Queen, Joker (1921). Volvió a desaparecer de la pantalla.